# Spermophorides mercedes
Spermophorides mercedes là một loài nhện trong họ Pholcidae. Loài này có ở quần đảo Canaria.